# Neandertalarnas hemligheter
Neandertalarnas hemligheter (engelska: Secrets of the Neanderthals) är en brittisk dokumentärfilm som hade premiär på strömningstjänsten Netflix den 2 maj 2024. Filmen är regisserad av Ashley Gething.

## Handling
Dokumentären utforskar neandertalarna liv och hur de dog ut genom att studera vad fossiler kan avslöja.